# Archy Kirkwood, Baron Kirkwood of Kirkhope

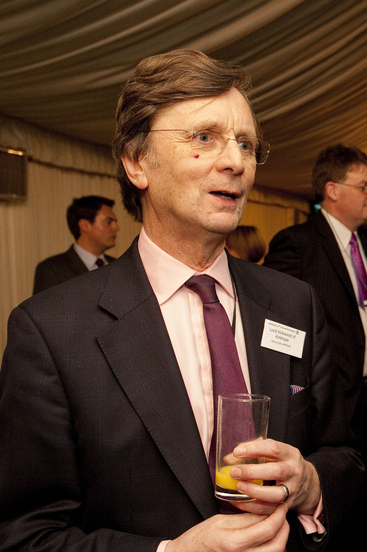
Archy Kirkwood, Baron Kirkwood of Hope (2011)

Archibald „Archy“ Johnstone Kirkwood, Baron Kirkwood of Kirkhope Kt (* 22. April 1946) ist ein britischer Politiker der Liberal Party sowie jetzt der Liberal Democrats, der fast 22 Jahre lang Abgeordneter des House of Commons war und seit 2005 als Life Peer Mitglied des House of Lords ist.

## Leben
Nach dem Besuch der Cranhill School absolvierte Kirkwood ein Studium der Pharmazie an der Heriot-Watt University, das er 1971 mit einem Bachelor of Science (B.Sc.Pharm.) abschloss. Danach absolvierte er ein Studium der Rechtswissenschaften und war anschließend als Solicitor tätig.
Bei den Unterhauswahlen vom 9. Juni 1983 wurde er als Kandidat der Liberal Party erstmals zum Abgeordneten in das House of Commons gewählt und vertrat dort zuletzt für die Liberal Democrats fast 22 Jahre lang bis zu den Unterhauswahlen am 5. Mai 2005 den Wahlkreis Roxburgh and Berwickshire.
Während seiner langjährigen Parlamentszugehörigkeit war er zunächst von 1985 bis 1987 Sprecher der Fraktion der Liberal Party für Wohlfahrt, Gesundheit und soziale Sicherheit und anschließend für kurze Zeit Sprecher für Überseeentwicklung, ehe er von 1987 bis 1988 als Fraktionssprecher für Schottland fungierte. Nach dem Zusammenschluss von Liberal Party und weiten Teilen Social Democratic Party (SDP) zu den Liberal and Social Democrats (SLD) und der Umbenennung in Liberal Democrats war er von 1988 bis 1989 Fraktionssprecher für Wohlfahrt, Gesundheit und Bildung, ehe er von 1989 bis 1994 als Sprecher für Wohlfahrt und soziale Sicherheit fungierte. In dieser Zeit legte er mit dem Access to Personal Files Act 1987 sowie dem Access to Medical Reports Act 1988 zwei bedeutende Gesetzentwürfe der Sozialgesetzgebung vor.
Nachdem Kirkwood zwischen 1989 und 1992 zugleich zunächst stellvertretender Parlamentarischer Geschäftsführer (Deputy Whip) war, fungierte er von 1992 bis 1997 als Parlamentarischer Hauptgeschäftsführer (Chief Whip) der Fraktion der Liberal Democrats. Daneben war er zwischen 1994 und 1997 auch Sprecher seiner Fraktion für Gemeindepflege, ehe er von 1997 bis zu seinem Ausscheiden aus dem Unterhaus 2005 als Mitglied der sogenannten House of Commons Commission fungierte, dem Aufsichtsgremium des Unterhauses. Während dieser Zeit war er zwischen 1997 und 2001 zuerst Vorsitzender des Unterhausausschusses für soziale Sicherheit sowie im Anschluss von 2001 bis 2005 Vorsitzender des Unterhausausschusses für Arbeit und Pensionen.
Kirkwood, der zwischen 1985 und 2007 Vorsitzender des Rowntree Reform Trust und von 1989 bis 1992 auch Vorsitzender des Wahlkampfkomitees der Liberal Democrats war, wurde 2002 zum Knight Bachelor geschlagen und führte fortan den Namenszusatz „Sir“.
Durch ein Letters Patent vom 10. Juni 2005 wurde Kirkwood nach seinem Ausscheiden aus dem House of Commons als Life Peer mit dem Titel Baron Kirkwood of Kirkhope, of Kirkhope in Scottish Borders, in den Adelsstand erhoben. Kurz darauf erfolgte seine Einführung (Introduction) als Mitglied des House of Lords. Im Oberhaus gehört er zur Fraktion der Liberal Democrats.